# Schardscha (Emirat)
Schardscha (arabisch إمارة الشارقة, DMG Imārat aš-Šāriqa, hocharabische Aussprache asch-Schāriqa, lokal asch-Schārdscha; alternative Schreibweise Shariqah, englisch Sharjah) ist eines der sieben Emirate der Vereinigten Arabischen Emirate (VAE). Hauptstadt und mit Abstand größter Ort des Emirats ist das gleichnamige Schardscha.
Das Emirat hatte beim Zensus 2005 knapp 800.000 Einwohner und war damit das Emirat mit der drittgrößten Bevölkerung aller sieben Emirate. Rund 65 % der Bevölkerung waren männlichen Geschlechts und nur gut 17 % Staatsbürger der VAE. Schardscha umfasst 2564,4 km², das sind etwa 3,3 % des Territoriums der Vereinigten Arabischen Emirate (VAE), wodurch es auch in dieser Statistik das drittgrößte der Emirate ist.

## Geographie
Schardscha ist das einzige Emirat, das sowohl Anteil am Persischen Golf als auch am Golf von Oman hat, außerdem grenzt es als einziges an alle sechs anderen Emirate. Schardscha besteht aus mehreren Teilterritorien, von denen das bei weitem bevölkerungsreichste am Persischen Golf liegt und den Hauptteil des Emirats Adschmans, der dessen Hauptstadt bildet, landseitig völlig umschließt. Dieses Teilstück ist außerdem von den Emiraten Dubai im Westen, Abu Dhabi im äußersten Süden, Umm al-Qaiwain im Norden und Ra’s al-Chaima, Fudschaira sowie Adschman (Exklave Manama) im Osten umgeben, zudem grenzt der Hauptteil des Emirats an das Sultanat Oman. In diesem Hauptteil Schardschas liegt nicht nur die Hauptstadt Schardscha, sondern mit adh-Dhaid auch das bekannteste Oasengebiet des Emirats, wo eine weite Palette von Früchten und Gemüse angebaut wird.
Die anderen Teilstücke liegen an der Ostküste am Golf von Oman. Drei davon haben einen direkten Zugang zum Meer und heißen von Norden nach Süden Dibba al-Husn, Chaur Fakkan und Kalba. Ein weiteres Teilstück, Nahwa, liegt als Exklave der Vereinigten Arabischen Emirate innerhalb der omanischen Exklave Madha.
Schardscha kontrolliert zudem die Insel Sir Abu Nuʿair und erhebt Ansprüche auf Abu Musa, welche seit 1992 von der Islamischen Republik Iran besetzt und deren Zugehörigkeit umstritten ist.

## Verwaltungsgliederung
Das Emirat gliedert sich in neun Municipalities (etwa Gemeinden, arabisch بلديات baladiyyāt). Bisweilen wird die umstrittene Insel Abu Musa als zehnte Gemeinde aufgelistet: Sie liegt Schardscha-Stadt am nächsten.
Aus GeoJSON-Dateien auf GitHub geht hervor, dass beide Inseln zur Gemeinde (Municipality) Schardscha-Stadt gerechnet werden.

Gemeinden des Emirats Schardscha

| Municipality بلديات | Bezeichnung DMG   | arabisch      | Fläche km² | Bevölkerung Fortschreibung 2015-07-01 | Koordinaten                  | Bemerkungen                                                     | Region           |
| ------------------- | ----------------- | ------------- | ---------- | ------------------------------------- | ---------------------------- | --------------------------------------------------------------- | ---------------- |
| Schardscha-Stadt    | Madīnat aš-Šāriqa | مدينة الشارقة | 493,8      | 1274749                               | 25° 21′ 38″ N, 55° 24′ 2″ O  | Hauptstadt, am Persischen Golf                                  | Schardscha-Stadt |
| al-Hamriyya         | al-Ḥamrīya        | الحمریة       | 71,8       | 3297                                  | 25° 27′ 43″ N, 55° 33′ 42″ O | an der nördlichen Küste des Persischen Golfs                    | Schardscha-Stadt |
| al-Bata’ih          | al-Baṭāʾiḥ        | البطائح       | 545,2      | 3958                                  | 25° 18′ 1″ N, 55° 46′ 23″ O  |                                                                 | Zentralregion    |
| adh-Dhaid           | aḏ-Ḏaid           | الذيد         | 315,9      | 20165                                 | 25° 15′ 35″ N, 55° 54′ 58″ O | Oase im Osten, Hauptstadt der Zentralregion                     | Zentralregion    |
| Mileiha             | Milaiḥa           | مليحة         | 292,2      | 4768                                  | 25° 7′ 23″ N, 55° 52′ 43″ O  |                                                                 | Zentralregion    |
| al-Madam            | al-Madām          | المدام        | 552,6      | 11120                                 | 24° 57′ 41″ N, 55° 47′ 25″ O |                                                                 | Zentralregion    |
| Dibba al-Hisn       | Dibbā l-Ḥiṣn      | دبا الحصن     | 3,4        | 12573                                 | 25° 36′ 55″ N, 56° 16′ 17″ O | nördliche Küstenexklave am Golf von Oman                        | Ostregion        |
| Kalba               | Kalbāʾ            | كلباء         | 189,9      | 37545                                 | 25° 2′ 28″ N, 56° 21′ 34″ O  | südliche Küstenexklave am Golf von Oman                         | Ostregion        |
| Khor Fakkan         | Ḫawr Fakkān       | خور فكان      | 96,3       | 39151                                 | 25° 21′ 10″ N, 56° 20′ 48″ O | mittlere Küstenexklave am Golf von Oman, einschl. Exklave Nahwa | Ostregion        |
| Abu Musa            | Abū Mūsā          | أبو موسى      | …          | …                                     | 25° 52′ 40″ N, 55° 1′ 52″ O  | von Iran besetzte Insel im Persischen Golf                      | Schardscha-Stadt |
| Schardscha (Emirat) | Imārat aš-Šāriqa  | إمارة الشارقة | 2561,1     | 1405843                               |                              |                                                                 |                  |

## Geschichte
Aus dem Emirat Schardscha stammen die ältesten Spuren menschlicher Besiedelung in den Vereinigten Arabischen Emiraten: Die Funde von Jebel Faya wurden auf ein Alter von 210.000 Jahre datiert. Beim Dorf Mileiha finden sich auch weitere bedeutende archäologische Stätten.
Im 16. Jahrhundert bemühten sich erst die Portugiesen, später die Niederländer um die Kontrolle über die Küste am Golf von Oman. Ab dem 17. Jahrhundert betrieben die Briten Handel mit dem Clan der al-Qawasim, die in der ersten Hälfte des 18. Jahrhunderts an die Macht über Schardscha gelangten und zu einer regional bedeutenden Seemacht aufstiegen. Ab 1820 war das Emirat Schardscha einer der Trucial States.
Bis in die erste Hälfte des 19. Jahrhunderts war Schardscha die bedeutendste Hafenstadt der Region. Zudem verfügte Schardscha über eine herausragende Rolle als Sitz des einzigen britischen Repräsentanten in der Region (bis 1954), über den ersten Flughafen der Trucial States und über die erste Schule (1907) sowie die erste moderne, formelle Bildungseinrichtung (1953) der heutigen VAE. Schardscha war bis Mitte der 1950er Jahre das bedeutendste Emirat der VAE, konnte dann aber wegen der vergleichsweise geringen Erdölvorkommen nicht mit dem Wachstum Abu Dhabis und Dubais mithalten. Erst ab 1971 konnte auch Schardscha mit dem Fund des Mubarak-Ölfelds bei der Insel Abu Musa vom Erdöl profitieren.
Am 2. Dezember 1971 entließ Großbritannien die ehemaligen Trucial States in die Unabhängigkeit. Unter Führung von Abu Dhabi wurden die Vereinigten Arabischen Emirate aus den ehemaligen Trucial States Abu Dhabi, Dubai, Schardscha, Adschman, Umm al-Qaiwain und Fudschaira gegründet. Am 10. Februar 1972 trat dann auch Ra’s al-Chaima als siebter und letzter ehemaliger Trucial State der Föderation bei. Herrscher Schardschas (Emir) ist seit 1972 Sultan bin Mohamed al-Qasimi.

## Religiöse Vorschriften
Schardscha gilt als das konservativste Emirat der Vereinigten Arabischen Emirate. Es verfügt z. B. über ein strenges Alkoholverbot, auch für Ausländer. Des Weiteren sind Kleidungsvorschriften für das Auftreten in der Öffentlichkeit festgelegt. Ein Nichtbeachten hat eine Verwarnung und bei fortgesetztem Verstoß eine Geld- und unter Umständen gar eine Haftstrafe zur Folge. Desgleichen streng wird bei Besitz von Rauschgift oder Partydrogen verfahren; schon kleinste Mengen können drastische Strafen nach sich ziehen.

## Verkehr
Das öffentliche Verkehrssystem stützte sich lange auf private Busdienste ohne verlässliche Fahrpläne und vor allem auf Taxis. Um den steigenden Bedarf zu bewältigen, plant die Stadtverwaltung Schardschas ein neues leistungsfähiges System von Buslinien mit engem Takt.
Der Flughafen Schardscha (SHJ), 13 km östlich des Zentrums der Hauptstadt, wird unter anderem von lokalen Billigfluggesellschaften genutzt. Der Flughafen und der Hafen Bur Khalid verbinden die Stadt mit den Nachbarländern und den anderen Emiraten. Der im Vergleich zum nahen Internationalen Flughafen Dubais ruhige Flughafen wird u. a. durch die Lufthansa Cargo als Drehscheibe für den vorderasiatischen Raum genutzt. Passagierflüge gehen teilweise nach Westeuropa, mit Condor auch nach Deutschland. Der Flughafen ist außerdem Hauptstandort der staatlichen Billigfluggesellschaft Air Arabia, die Ziele im gesamten Nahen Osten, in Indien und in Südosteuropa anfliegt. Mit Chaur Fakkan verfügt das Emirat zudem über einen bedeutenden Hafen am Golf von Oman.

## Bildungsstandort
Schardscha hat sich durch die Gründung zweier Universitäten zu einem bedeutenden Bildungsstandort in der Golfregion ausgebaut. Am Stadtrand der Hauptstadt, auf einem südlich des Flughafens gelegenen begrünten Campus von ca. 6 km mal 1 km Fläche, ist nördlich die American University Sharjah (AUS) untergebracht und südlich schließt sich die 1997 gegründete University of Sharjah (UOS) an. Beide Universitäten sind nach amerikanischem Vorbild aufgebaut: jeweils mehrere Colleges und Institute für Bachelor- und/oder Masterabschlüsse. Alle Gebäude und Einrichtungen sind in einem traditionell arabischen Stil gebaut und mit modernster Technik ausgestattet. Dem riesigen Bedarf an Akademikern in der Region entsprechend steht die Lehre zurzeit noch im Vordergrund. Langfristig wird auch der Ausbau der Forschung angestrebt; auf dem langgezogenen Gelände sind reichlich Flächenreserven vorhanden. In beiden Universitäten liegt der Frauenanteil der Studierenden bereits bei über 50 %.

## Wirtschaft, Tourismus
Die Bevölkerung Schardschas ist in einem hohen Maß auf die Arbeitsplätze in Dubai angewiesen. Man schätzt, dass etwa jedes zweite Einkommen der Einwohner im Nachbaremirat Dubai entsteht, während man wegen der günstigeren Mieten in Schardscha wohnt. Diese Tendenz dürfte ihren Höhepunkt erreicht haben, denn mit der abflachenden Sonderkonjunktur Dubais holt das ruhige, aber stetige Wachstum Schardschas auf. In den küstennahen neuen Stadtentwicklungsgebieten werden Hotels, Büro- und Gewerbebauten, Einkaufszentren und Wohnungen gebaut. Hier entstehen vor allem Arbeitsplätze im Dienstleistungssektor und Handel.
Darüber hinaus ist Schardscha auch Standort von zwei Freihandelszonen, der Sharjah Airport International Free Zone (SAIF-Zone) im Süden der Hauptstadt und der Hamariya Free Zone am Küstenabschnitt nördlich von Adschman. Beide Freihandelsgebiete haben sich in den letzten Jahren rasant entwickelt und sind, nicht zuletzt durch insgesamt relativ günstige Bedingungen für Investoren, zu wichtigen Wirtschaftsfaktoren in Schardscha geworden. In den Freihandelszonen wickeln bereits mehrere tausend nationale und internationale Unternehmen aus den Bereichen Handel, Industrie und Dienstleistungen ihre Geschäfte ab.
Der Tourismus wächst relativ unspektakulär im Schatten Dubais, man unterbietet die Boomstadt oft preislich bei gleicher Hotelleistung. Das eigene Angebot an speziellen touristischen Zielen ist noch bescheiden, als erste Investition in den touristischen Ausbau hat im Herbst 2008 das Sharjah Aquarium auf der historischen al-Chan-Halbinsel eröffnet, das mit 250 Spezies einen vergleichsweise kleinen, aber pädagogisch aufbereiteten Überblick über die Meeresfauna bietet.
Schardscha-Stadt ist Sitz des Erdgasunternehmens Dana Gas PJSC.
Mit Khor Fakkan hat Schardscha auch einen wichtigen Hafen an der Ostküste.